# Даг Боджер
Даг Боджер (англ. Doug Bodger, нар. 18 червня 1966, Чемейнус, Британська Колумбія) — колишній канадський хокеїст, що грав на позиції захисника. Грав за збірну команду Канади.
Провів понад тисячу матчів у Національній хокейній лізі. 

## Ігрова кар'єра
Хокейну кар'єру розпочав 1981 року.
1984 року був обраний на драфті НХЛ під 9-м загальним номером командою «Піттсбург Пінгвінс». 
Протягом професійної клубної ігрової кар'єри, що тривала 17 років, захищав кольори команд «Ванкувер Канакс», «Лос-Анджелес Кінгс», «Нью-Джерсі Девілс», «Сан-Хосе Шаркс», «Баффало Сейбрс» та «Піттсбург Пінгвінс».
Загалом провів 1118 матчів у НХЛ, включаючи 47 ігор плей-оф Кубка Стенлі.
Виступав за збірну Канади, провів 28 ігор в її складі.

## Нагороди та досягнення
- Срібний призер чемпіонату світу — 1996.

## Статистика

### Клубні виступи
| Сезон        | Клуб                            | Ліга         | Регулярний сезон | Регулярний сезон | Регулярний сезон | Регулярний сезон | Регулярний сезон | Плей-оф | Плей-оф | Плей-оф | Плей-оф | Плей-оф |
| Сезон        | Клуб                            | Ліга         | І                | Г                | П                | О                | ШХ               | І       | Г       | П       | О       | ШХ      |
| ------------ | ------------------------------- | ------------ | ---------------- | ---------------- | ---------------- | ---------------- | ---------------- | ------- | ------- | ------- | ------- | ------- |
| 1981–82      | «Ковічан-Веллі Міджет Кепіталс» | БКАХЛ        | —                | —                | —                | —                | —                | —       | —       | —       | —       | —       |
| 1982–83      | «Камлупс Юніор Ойлерс»          | ЗХЛ          | 72               | 26               | 66               | 92               | 98               | 7       | 0       | 5       | 5       | 2       |
| 1983–84      | «Камлупс Юніор Ойлерс»          | ЗХЛ          | 70               | 21               | 77               | 98               | 90               | 17      | 2       | 15      | 17      | 12      |
| 1984–85      | «Піттсбург Пінгвінс»            | НХЛ          | 65               | 5                | 26               | 31               | 67               | —       | —       | —       | —       | —       |
| 1985–86      | «Піттсбург Пінгвінс»            | НХЛ          | 79               | 4                | 33               | 37               | 63               | —       | —       | —       | —       | —       |
| 1986–87      | «Піттсбург Пінгвінс»            | НХЛ          | 76               | 11               | 38               | 49               | 52               | —       | —       | —       | —       | —       |
| 1987–88      | «Піттсбург Пінгвінс»            | НХЛ          | 69               | 14               | 31               | 45               | 103              | —       | —       | —       | —       | —       |
| 1988–89      | «Піттсбург Пінгвінс»            | НХЛ          | 10               | 1                | 4                | 5                | 7                | —       | —       | —       | —       | —       |
| 1988–89      | «Баффало Сейбрс»                | НХЛ          | 61               | 7                | 40               | 47               | 52               | 5       | 1       | 1       | 2       | 11      |
| 1989–90      | «Баффало Сейбрс»                | НХЛ          | 71               | 12               | 36               | 48               | 64               | 6       | 1       | 5       | 6       | 6       |
| 1990–91      | «Баффало Сейбрс»                | НХЛ          | 58               | 5                | 23               | 28               | 54               | 4       | 0       | 1       | 1       | 0       |
| 1991–92      | «Баффало Сейбрс»                | НХЛ          | 73               | 11               | 35               | 46               | 108              | 7       | 2       | 1       | 3       | 2       |
| 1992–93      | «Баффало Сейбрс»                | НХЛ          | 81               | 9                | 45               | 54               | 87               | 8       | 2       | 3       | 5       | 0       |
| 1993–94      | «Баффало Сейбрс»                | НХЛ          | 75               | 7                | 32               | 39               | 76               | 7       | 0       | 3       | 3       | 6       |
| 1994–95      | «Баффало Сейбрс»                | НХЛ          | 44               | 3                | 17               | 20               | 47               | 5       | 0       | 4       | 4       | 0       |
| 1995–96      | «Баффало Сейбрс»                | НХЛ          | 16               | 0                | 5                | 5                | 18               | —       | —       | —       | —       | —       |
| 1995–96      | «Сан-Хосе Шаркс»                | НХЛ          | 57               | 4                | 19               | 23               | 50               | —       | —       | —       | —       | —       |
| 1996–97      | «Сан-Хосе Шаркс»                | НХЛ          | 81               | 1                | 15               | 16               | 64               | —       | —       | —       | —       | —       |
| 1997–98      | «Сан-Хосе Шаркс»                | НХЛ          | 28               | 4                | 6                | 10               | 32               | —       | —       | —       | —       | —       |
| 1997–98      | «Нью-Джерсі Девілс»             | НХЛ          | 49               | 5                | 5                | 10               | 25               | 5       | 0       | 0       | 0       | 0       |
| 1998–99      | «Лос-Анджелес Кінгс»            | НХЛ          | 65               | 3                | 11               | 14               | 34               | —       | —       | —       | —       | —       |
| 1999–00      | «Ванкувер Канакс»               | НХЛ          | 13               | 0                | 1                | 1                | 4                | —       | —       | —       | —       | —       |
| Усього в НХЛ | Усього в НХЛ                    | Усього в НХЛ | 1071             | 106              | 422              | 528              | 1007             | 47      | 6       | 18      | 24      | 25      |

### Збірна
| Рік                | Команда            | Турнір             | Місце              | І  | Г | П | О | ШХ |
| ------------------ | ------------------ | ------------------ | ------------------ | -- | - | - | - | -- |
| 1987               | Канада             | ЧС                 | 4-е                | 10 | 1 | 1 | 2 | 4  |
| 1996               | Канада             | ЧС                 | 2                  | 8  | 0 | 3 | 3 | 0  |
| 1999               | Канада             | ЧС                 |                    | 10 | 0 | 2 | 2 | 4  |
| Національна збірна | Національна збірна | Національна збірна | Національна збірна | 28 | 1 | 6 | 7 | 8  |